# Кравчук Анатолій Андрійович

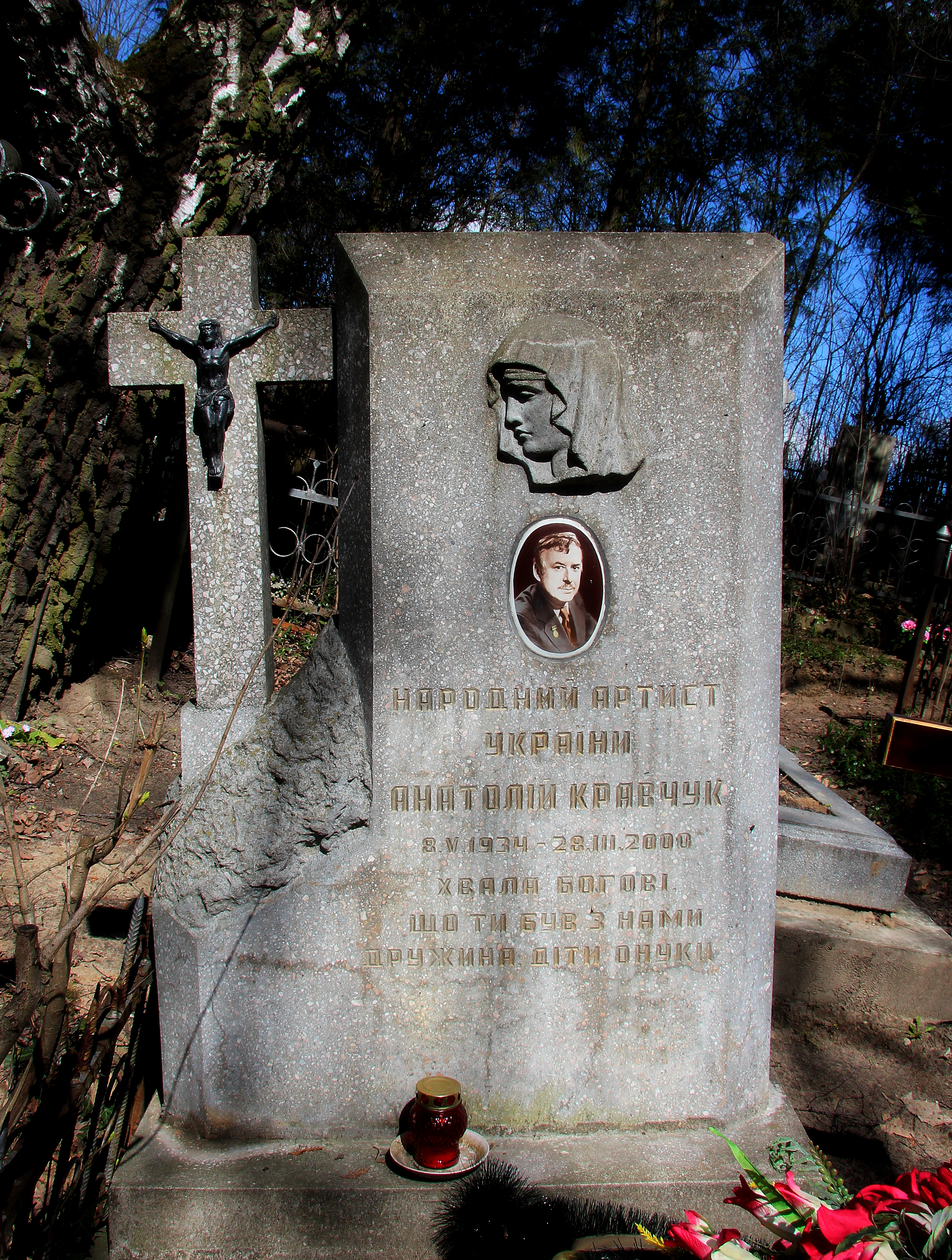

Анатолій Андрійович Кравчук (8 травня 1934, м. Зінов'євськ, Одеська область, Українська РСР, СРСР — 28 березня 2000, Львів, Україна) — український актор, режисер. Народний артист Української РСР (1975). Заслужений артист Литовської РСР (1963). Нагороджений медаллю ім. А. Д. Попова (1975). Чоловік Ірини, батько Олексія Кравчука.

## Життєпис
1957 року закінчив Київський інститут театрального мистецтва імені І. К. Карпенка-Карого (викладач В. Неллі).
Працював у театрах України — Кам'янця-Подільського, Хмельницького, Одеси, Києва, Львова.
- 1960—1963 роки — запросили працювати до театру Червонопрапорній Балтійського Флоту (м. Лієпая) — актором та режисером.
- 1964—1980 роки — актор та режисер Львівського російського театру Радянської Армії. 1970 року разом із дружиною Іриною на Львівському телебаченні зіграв у виставі «Будка Ч-27» Івана Франка (режисер В. Робочек).
- 1980—1985 роки — головний режисер Львівського українського драматичного театру імені Марії Заньковецької.
- 1985—2000 роки — актор та режисер, а також протягом кількох років художній керівник та головний режисер Львівського російського драматичного театру Радянської Армії (нині — Львівський академічний драматичний театр імені Лесі Українки), був ініціатором переходу театру на українську мову.

За роки творчої діяльності поставив багато вистав, зіграв більш ніж 200 ролей в театрі, кіно та на телебаченні. 2002 року вийшла збірка його віршів «Храните Гениев, храните!».
Помер 28 березня 2000 року, похований на полі № 36 Янівського цвинтаря у Львові.

## Театральні постановки
Серед поставлених вистав:
- 1962 — «Анджело — тиран Падуанський» В. Гюго;
- 1981 — «Сон князя Святослава» за І. Франком;
- 1982 — «Декамерон» Дж. Бокаччо;
- 1983 — «Санітарний день» О. Коломійця, «Пригоди бравого вояка Швейка» за Я. Гашеком;
- 1987 — «Дача Сталіна» В. Губаренка, «Мсьє Амількар, або Людина, яка платить» І. Жаміака;
- 1990 — «Любов і трагедія Сари Бернар» за Дж. Марреллом;
- 1991 — «Між двох сил» за В. Винниченком;
- 1992 — «Привиди» Г. Ібсена, «Бал злодіїв» Ж. Ануя;
- 1993 — «Інтелігент або сповідь колишнього зека» І. Матринця;
- 1994 — «Адвокат Мартіан» Лесі Українки;
- 1996 — «Мати-наймичка» за Т. Шевченком, «По-модньому» М. Старицького, «Зойчина квартира» М. Булгакова, «Жахливі батьки» Ж. Кокто;
- 1996 — «На перші гулі» С. Васильченка;
- «Я дочка твоя, Вітчизно» В. Кошута;
- «Люди, яких я бачив» С. Смирнова;
- «Хета Ніскавуорі» Х. Вуолійокі;
- «Кремлівські куранти» М. Погодіна;
- «Страх» (за п'єсою «Отак загинув Гуска» М. Куліша);
- «Він і вона» О. Штейна;
- «O'ревуар, товариші!» В. Константинова, Б. Рацера;
- «Ісусова мати» О. Володіна.

## Родина
Одружений з однокурсницею, акторкою Іриною Кравчук. 1963 року у подружжя народився син Олексій, котрий продовжує справу батьків.